# Habitatge al carrer del Roser, 13 (Olot)
L'Habitatge al carrer del Roser, 13 és una obra d'Olot (Garrotxa) inclosa a l'Inventari del Patrimoni Arquitectònic de Catalunya.

## Descripció
És un edifici amb planta baixa i tres pisos. La primera consta de dues entrades petites, sobre les quals hi ha arcs carpanells de punta de llança, i un garatge. El primer pis té un balcó gros amb una barana de ferro decorada. El segon pis, té tres obertures amb un balcó petit cadascuna. Sobre aquest tercer pis hi ha una cornisa sobre la qual hi ha una barana de forro molt decorada.